# Cimetière de Bruxelles
Le cimetière de Bruxelles, situé sur le territoire de la commune d'Evere, est le cimetière principal de la Ville de Bruxelles, qui possède également le cimetière de Laeken et ceux des anciennes communes de Haren et de Neder-Over-Heembeek. Avec une superficie de 38 hectares, il est le plus étendu des cimetières de la région de Bruxelles-Capitale.

## Histoire du cimetière
À la suite du décret de l'empereur Joseph II du 26 juin 1784, interdisant d'ensevelir dans les églises et ordonnant la suppression des cimetières dans l'enceinte des villes, les paroisses de la ville de Bruxelles gestionnaires des cimetières s'associèrent pour ouvrir trois cimetières à peu de distance des portes, à Saint-Josse-ten-Noode, Saint-Gilles et Molenbeek-Saint-Jean. 

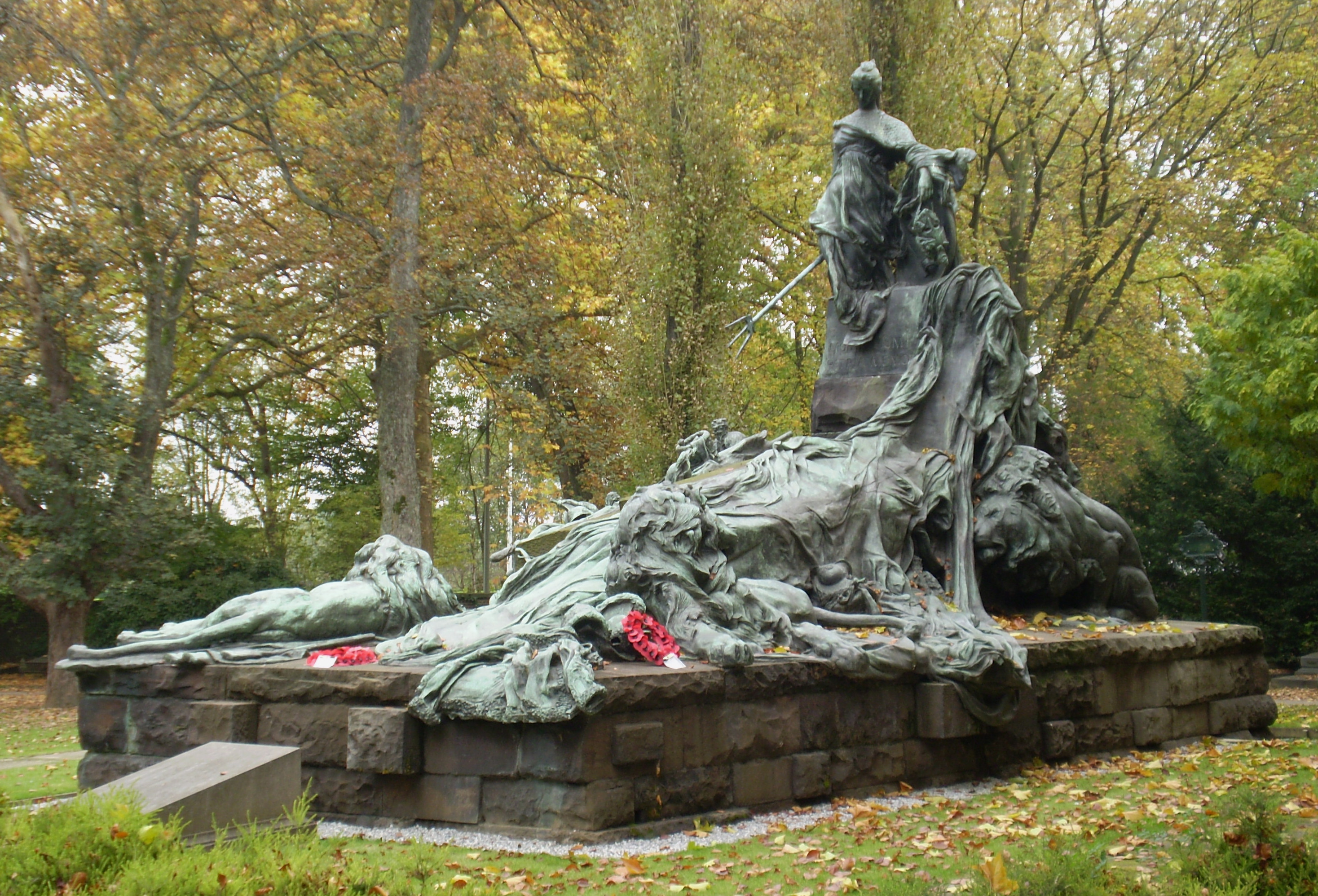
Mémorial anglais de Waterloo.

Moins d'un siècle plus tard, ces trois cimetières, malgré des agrandissements successifs, sont devenus trop exigus pour répondre à l'extension démographique de la ville, rattrapés par l'urbanisation des communes de la première ceinture, il n'est plus possible de les étendre davantage.
Entre-temps, les autorités municipales ont pris peu à peu l'ascendant sur les fabriques d'églises en ce qui concerne la gestion des cimetières, ce qui sera définitivement établi, après une longue opposition de l'église catholique, par un arrêté en 1864.
Dès 1846, l'idée de la création d'un grand et unique cimetière bruxellois est évoquée. Après bien des projets avortés, ce n'est qu'en 1874 que la ville décide de l'achat d'un premier terrain d'une trentaine d'hectares à Evere, à environ cinq kilomètres du centre de la ville.
Le cimetière inauguré trois ans plus tard par Jules Anspach est d'une conception totalement nouvelle. Contrairement aux nécropoles anciennes avec leur tombes serrées les unes contre les autres, c'est un vaste parc paysager. De larges avenues bordées de monuments relient d'importants ronds-points, des chemins sinueux longent des haies qui délimitent des parcelles plantées de nombreux arbres ou des parterres semés d'herbes. L'entrée flanquée de deux pavillons, ainsi que différentes constructions intérieures sont conçues par Pierre Victor Jamaer, architecte de la ville. Les autorités font déplacer quelque 900 sépultures anciennes de notables depuis les Cimetières qui seront désaffectés vers le nouveau, avec elles, celle de Jacques Louis David, dans un cercueil de plomb, ou d'autres de combattants des deux bords de la bataille de Waterloo.

## Mémoriaux
L'espace largement disponible a permis l'installation de nombreux monuments commémoratifs et d'espaces particuliers dédiés aux victimes ou combattants de conflits ou d'événements tragiques.
Parmi ceux-ci :

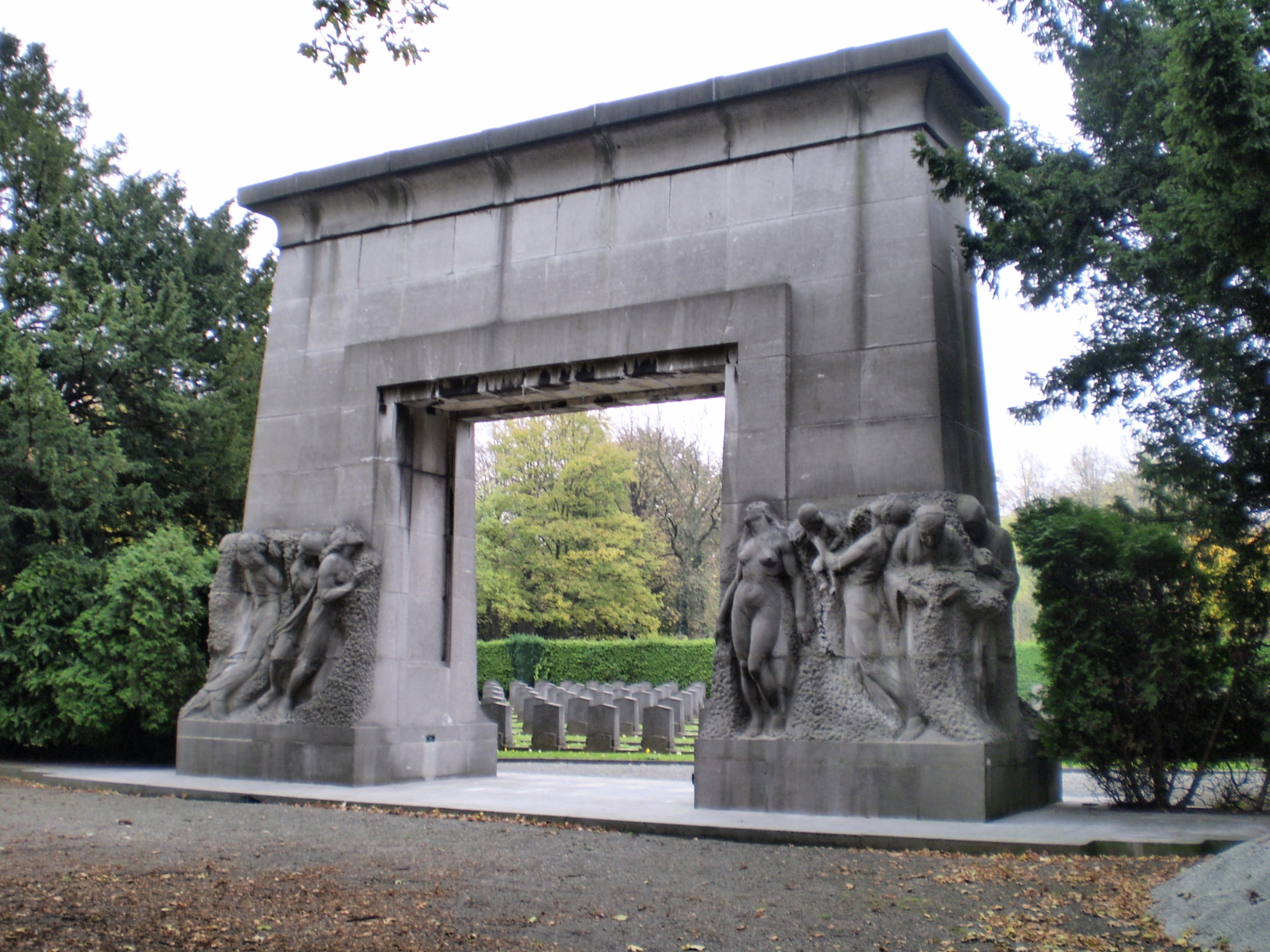
Carré d'honneur militaire belge de 14-18

- le monument d'hommage aux combattants de la révolution belge de 1830 ;
- le mémorial anglais de la bataille de Waterloo (œuvre de Jacques de Lalaing (1858-1917)) ;
- le mémorial français des combattants de la guerre franco-prussienne de 1870 ;
- le mémorial allemand des combattants de la guerre franco-prussienne de 1870 ;
- le carré d'honneur militaire belge de la Première Guerre mondiale ;
- le carré d'honneur militaire allemand de la Première Guerre mondiale ;
- différents mémoriaux et carrés d'honneur militaire de la Seconde Guerre mondiale, ainsi que le Mur des fusillés ;
- la pelouse et le monument en souvenir des victimes de l'incendie de l'Innovation de 1967.

## Personnalités enterrées au cimetière de Bruxelles

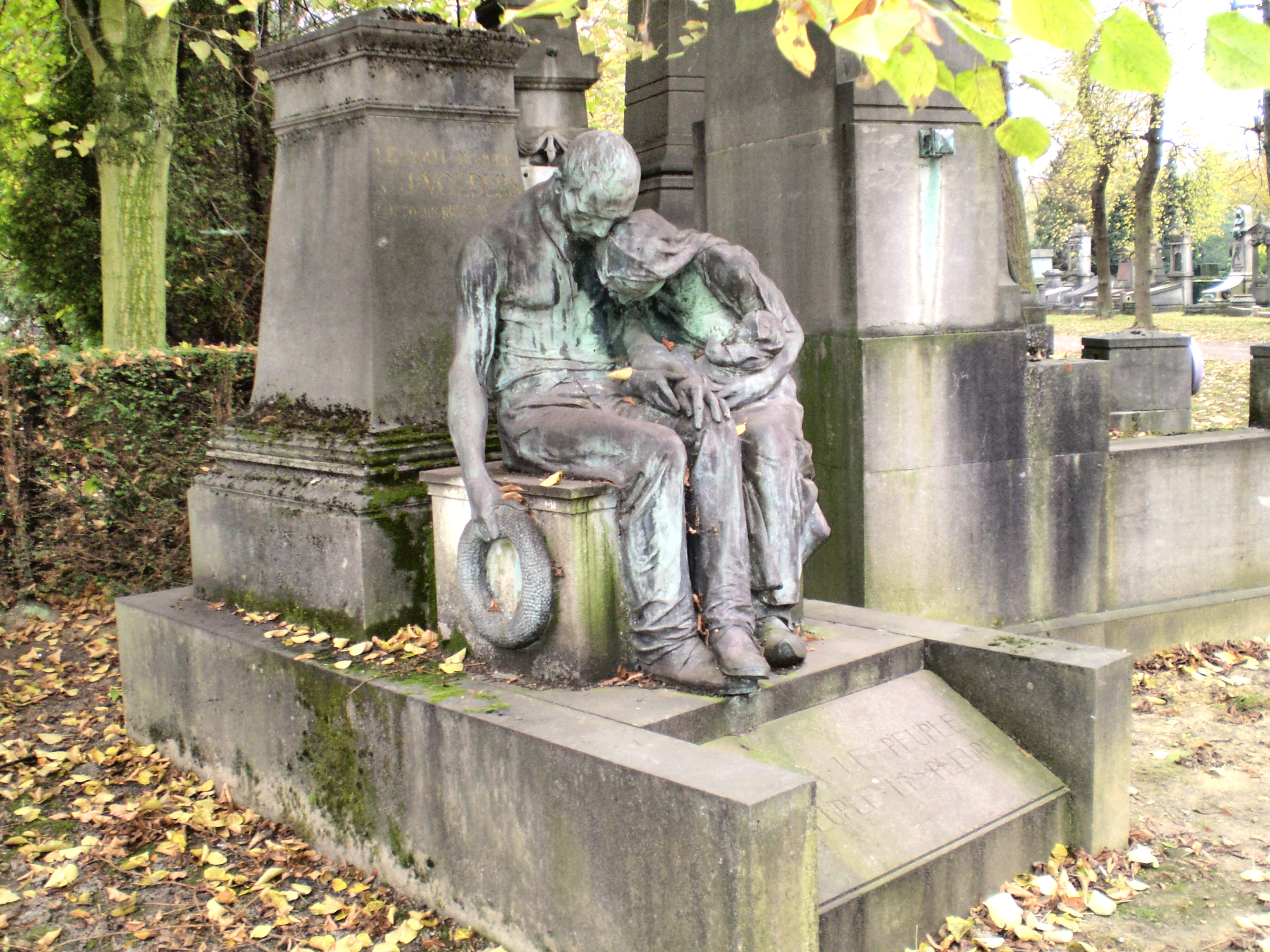
Tombe de Jean Volders

- Jules Anspach (1829-1879), bourgmestre de Bruxelles
- Charles de Brouckère (1796-1860), bourgmestre de Bruxelles
- Charles Buls (1837-1914), bourgmestre de Bruxelles
- Alain Carpentier de Changy (1922-1994), pilote de Formule 1, ingénieur
- Clara Clairbert (1896-1970), soprano
- François-Antoine Curtet (1763-1830), médecin
- Jacques Louis David (1748-1825), peintre français, patrimoine classé en 1997[1], concession no 537 (parcelle no 184 G2)
- Paul Henry de La Lindi (1906-1943), aviateur et résistant pendant la Seconde Guerre mondiale
- César De Paepe (1842-1890) médecin, sociologue et homme politique
- François-Auguste Gevaert (1828-1908), compositeur et théoricien de la musique
- Charles Janssen (1851-1918), commandeur de l'ordre de Léopold, avocat et échevin de Bruxelles
- Marcellin Jobard (1792-1861), lithographe, photographe, journaliste et inventeur belge
- Jules Lagae (1862-1931) sculpteur belge
- Adolphe Max (1869-1939), bourgmestre de Bruxelles
- Georges Nélis (1886-1929), aviateur, fondateur de la SABCA et premier directeur de la Sabena[2]
- Aimé Rutot (1847-1933), préhistorien belge
- Lambert Adolphe Jacques Quetelet (1796-1874), mathématicien, astronome, statisticien et sociologue
- Alfred Steux (1918-1944), résistant belge
- François Van Campenhout (1779-1848), compositeur de La Brabançonne
- Paul Vanden Boeynants (1919-2001) premier ministre
- Jeanne Van Calck (1897-1906), enfant martyr, symbole de l'enfance assassinée[3]
- Henri van Dievoet (1869- 1931), architecte
- Jules van Dievoet, juriste, avocat à la Cour de cassation
- Théodore Verhaegen (1796-1882), fondateur de l'Université libre de Bruxelles
- Jean Volders (1855-1896), journaliste et homme politique

## Source
Source partielle : Cimetières et nécropoles, éditions de la Région de Bruxelles-Capitale, 2004.